# Castello di Armadale

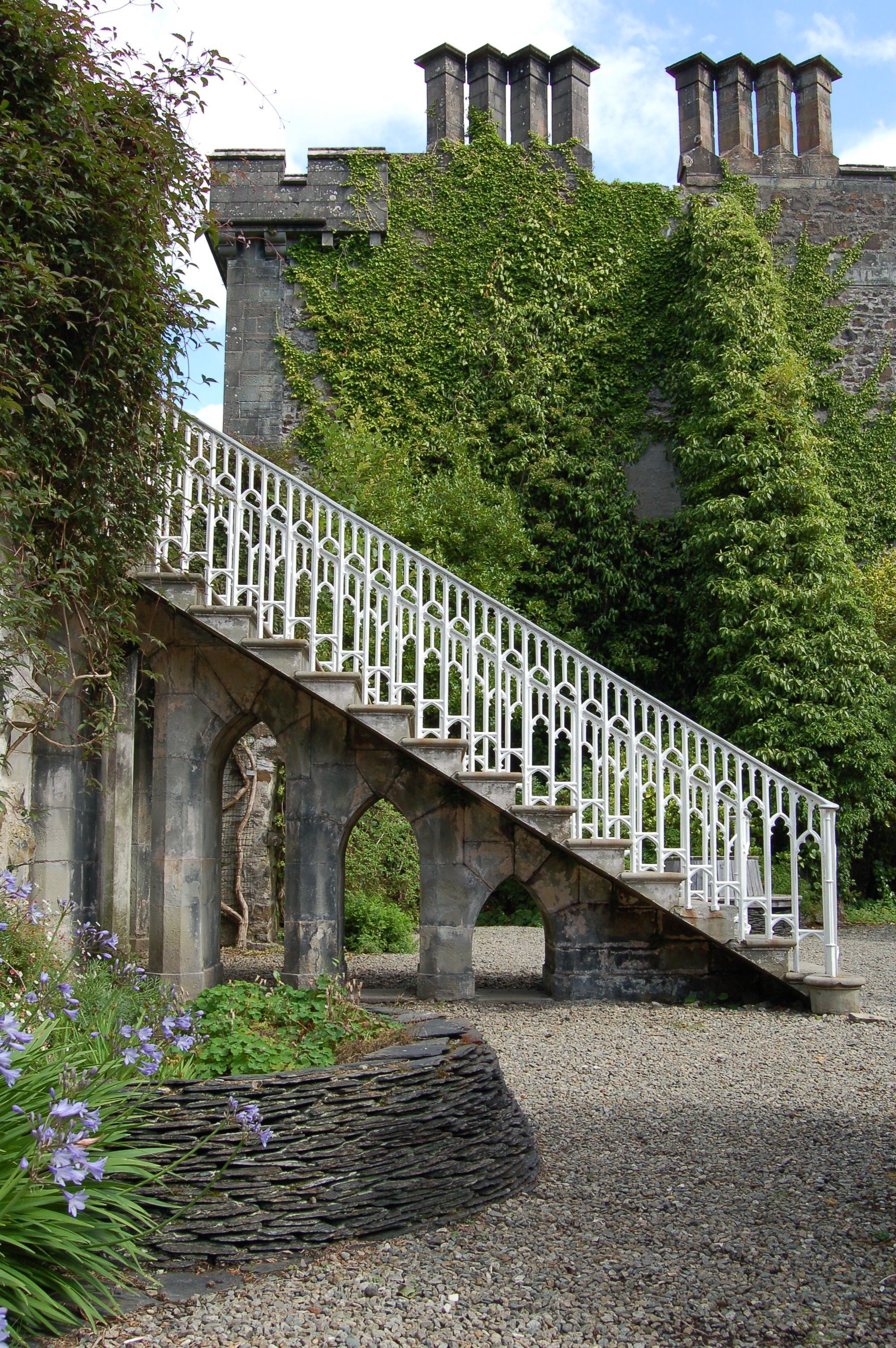
Un'ala del castello

Il castello di Armadale (in inglese: Armadale Castle) è  un castello in rovina del villaggio scozzese di Armadale, nell'isola di Skye, costruito tra il 1790 e la seconda metà del XIX secolo. Antica residenza del Clan Donald, ospita ora il Museo delle Isole.

## Storia
Il clan Donald, si era stabilito a Skye nel XV secolo e a partire dalla metà del XVII secolo i principali esponenti del clan si stabilirono ad Armadale, dove nel 1790 fecero costruire una nuova residenza
Nel 1815, il castello venne ampliato e rimodellato in un edificio gotico su progetto dell'architetto James Gillespie Graham.
Nel 1855, il castello fu investito da un incendio, che distrusse la sezione centrale, nonché la parte più antica dell'edificio. Tre anni dopo, quest'ala fu ricostruita in stile gotico su progetto dell'architetto David Bryce.
Nel 1925, il castello venne abbandonato a causa degli alti costi di mantenimento dai proprietari, che si trasferirono in una residenza più piccola a Sleat.
Ciò portò ad un progressivo stato di abbandono del castello, che si protrasse fino al 1971, anno in cui l'edificio e la tenuta circostante furono acquisiti dal Clan Donalds Land Trust. In seguito, a partire dal 1975, una parte del castello di Armadale fu adibita a museo.

## Architettura
Il castello si trova all'interno di una tenuta di 20.000 acri.
Il castello è circondato da giardini, gran parte dei quali risalgono al 1790, anno di costruzione dell'edificio originario. I giardini ospitano varie specie di piante, molte delle quali furono piantate negli anni settanta del XIX secolo.